# Phaner parienti
Phaner parienti, lémur de orejas ahorquilladas de Sambirano, es una especie de mamífero primate de la familia Cheirogaleidae. Como todos los lémures es endémico de la isla de Madagascar y se distribuye al noroeste de la isla, en la región de Sambirano.
El cuerpo mide casi 25 cm y la cola unos 40, pesa sobre 360 g. Posee unos dientes más grandes que los del lémur de orejas ahorquilladas pálido, un pelaje fino y denso, de color marrón oscuro por el dorso y grisáceo con tintes rojizos por el vientre. El dibujo negro en forma de horquilla, que partiendo de cada ojo se une en la nuca y continúa en una línea dorsal y que da nombre a los miembros de este género, es nítido y llega hasta la base de la cola.
No hay estudios específicos sobre su alimentación, pero los eucaliptos son su base alimenticia. Se encuentra en pluvisilvas desde el nivel del mar hasta los 800 m de altitud, y tiene hábitos arbóreos y nocturnos. Puede sobrevivir en los bosques relictos que permanecen para dar sombra a los cafetales.
Su estatus en la Lista Roja de la UICN es de «en peligro de extinción» pues se estima que su población decrecerá más de un 50% hasta 2022. Esto es debido a su reducida área de distribución —menos de 2360 km²— muy fragmentada y en continuo declive debido al fuego y agricultura asociada y a las plantaciones ilegales de marihuana.